# 6 Pułk Dragonów (austro-węgierski)
Morawski Pułk Dragonów Nr 6 – pułk kawalerii cesarskiej i królewskiej Armii.
Pełna nazwa niemiecka: Dragonerregiment Friedrich Franz IV Grosherzog von Mecklenburg-Schwerin Nr 6.

## Historia pułku
W 1701 roku został utworzony Pułk Kirasjerów. W 1798 roku oddział został przemianowany na 10 Pułk Kirasjerów, w 1802 roku na 6 Pułk Kirasjerów, a 1 października 1867 roku na 6 Pułk Dragonów. Od tego czasu sztab jednostki działał w Gosswardein, a stacja kadry uzupełniającej w Brünn.
Kolejnymi szefami pułku byli:
- GdK Karl Ludwig von Ficquelmont (1831 – †7 IV 1857),
- książę pruski, regent Księstwa Brunszwiku Albrecht Hohenzollern (1889 – †13 IX 1906),
- wielki książę Meklemburgii i Schwerinu Fryderyk Franciszek IV (od 1908)[2].

W 1904 roku pułk stacjonował na terytorium 14 Korpusu: sztab pułku razem z 1. dywizjonem w Enns, a 2. dywizjon w Wels. Kadra zapasowa pozostawała w Brnie (niem. Brünn) na terytorium 2 Korpusu. Pułk wchodził w skład 17 Brygady Kawalerii, stacjonującej w Wiedniu na terytorium 2 Korpusu, ale podlegał jej za pośrednictwem komendanta 14 Korpusu.
W 1914 roku sztab pułku stacjonował w Przemyślu, 1. dywizjon w Hruszowie, 2. dywizjon w Gródku Jagiellońskim, a kadra zapasowa pozostawała w Brnie.
Pułk wchodził w skład 5 Brygady Kawalerii w Jarosławiu.
Żołnierze nosili wyłogi czarne, guziki złote.

## Organizacja pokojowa pułku
- Komenda
- pluton pionierów
- patrol telegraficzny
- kadra zapasowa
- 1. dywizjon
- 2. dywizjon

W skład każdego dywizjonu wchodziły trzy szwadrony liczące 117 dragonów. Stan etatowy pułku liczył 37 oficerów oraz 874 podoficerów i żołnierzy.

## Komendanci pułku
- płk Vinzenz Abele (1904 – 1905)
- płk Alfred von Rettich (1913 – 1914[2])